# Dolmen Goudour
Le dolmen Goudour, appelé aussi Pierre des Goudours ou Pierre des Boudours et plus récemment dolmen du Cluzeau ou dolmen des Vergnes, est un dolmen situé à Folles dans le département de la Haute-Vienne en France.

## Historique
Le dolmen fut victime de plusieurs fouilles clandestines, ce qui conduisit Roger Crédot et Michel Dominique à y mener une intervention urgente en 1973. L'édifice fut fouillé et restauré en 2003 sous la direction de Roger Joussaume.

## Architecture
La table de couverture est brisée en deux parties. La première mesure 3,80 m sur 3,12 m pour un poids de 13,2 tonnes et la seconde mesure 2,10 m sur 2,60 m pour un poids de 7,30 tonnes. À l'origine, elle devait atteindre 6 m de longueur sur 3,50 m de large pour une épaisseur moyenne de 0,60 m pour un poids d'environ 30 tonnes ce qui en faisait le plus grand dolmen connu du Limousin.
La fouille de l'édifice a permis d'en déterminer l'architecture. La chambre est orientée nord-sud. Elle est de forme légèrement trapézoïdale. Elle s'étend sur 5,50 m de longueur pour une largeur de 2,50 m à l'entrée et 2,30 m en fond de chambre, soit environ 14 m2. L'ensemble était délimité par onze orthostates : deux au fond, quatre côté ouest et cinq côté est. La hauteur sous plafond atteint 1,70 m. Le sol était dallé.
Selon Emmanuel Mens, une carrière fut mise en place pour l'extraction des pierres du tumulus et de celles du dallage alors que les orthostates et la table de couverture proviennent d'un autre site.
Le dolmen a été restauré en reconstituant un petit muret arrondi au nord-est.

## Matériel archéologique
Il provient des ramassages effectués dans les déblais des fouilles clandestines, le contexte archéologique est donc inconnu. Le matériel osseux découvert est extrêmement limité et en trop mauvais état pour en tirer de quelconques enseignements. Le matériel lithique comprend une hache en amphibolite verdâtre, de nombreuses armatures de flèches tranchantes, des lames et lamelles et des éclats de silex. Les tessons de céramique correspondent à une poterie noire assez grossière et à une poterie rouge. Un tout petit anneau en bronze a aussi été découvert.

## Folklore
Selon une légende, le dolmen aurait le pouvoir de détourner la foudre. A une époque ancienne, l'édifice aurait servi de refuge à un ermite appelé le curé de Goudour.